# Agrotis dimidia
Agrotis dimidia là một loài bướm đêm trong họ Noctuidae.